# Misadventures
Misadventures es el cuarto álbum de estudio de la banda de post-hardcore Pierce the Veil, estrenado el 13 de mayo de 2016 bajo el sello discográfico Fearless Records.
Este fue el último álbum que sacaron hasta la actualidad (2018), ya que se tomaron un descanso por las acusaciones a un miembro de la banda

## Antecedentes
En un artículo de la prensa de Oakland la banda declaró que habían comenzado a escribir nuevo material junto con Tom Denney mientras se encontraban de gira con Mayday Parade, You Me at Six y All Time Low. La banda terminó de escribir nueva música después de la gira europea de invierno con Bring Me the Horizon en diciembre de 2013.
En una entrevista con la amapola Reid, de la Red de Música durante la aparición de la banda en el festival Soundwave en Australia, la banda habló sobre la colaboración con Jenna McDougall de Tonight Alive en una pista de su cuarto disco.

## Lanzamiento
Los planes para un próximo álbum se anunciaron inicialmente el 23 de diciembre de 2013. La banda lanzó una actualización de fiesta anunciando que iban a tener un nuevo álbum que sale en 2014 de nuevo a través Fearless Records. En una entrevista con Alternative Press Vic Fuentes declaró que la banda estaba apuntando a una fecha de lanzamiento a principios de 2015, se apartó de 2014. La razón de la fecha de lanzamiento fue retrasado debido a la banda siendo varias semanas atrás debido a dos cantos que la banda escribió mientras estaban grabando el nuevo álbum en el estudio con el productor Dan Korneff. Las ambiciones de la banda para una liberación temprana fecha de 2015 no emerger como el nuevo álbum fue empujado hacia atrás para un lanzamiento más adelante en el año 2016.
El 18 de junio de 2015, la banda lanzó " The Divine Zero", el primer sencillo del álbum.
El 18 de marzo de 2016, se anunció que el álbum sería lanzado el 13 de mayo a través de Fearless Records. El álbum fue producido por Dan Korneff.
El 26 de abril de 2016, la banda puso en libertad su segundo sencillo del álbum, "Circles" en la radio BBC y anunció que estaban de gira por el Reino Unido y Europa a finales de 2016. El sencillo también fue lanzado como descarga digital. La banda realizó un video musical para este sencillo, estrenado por MTV el 25 de julio de 2016, 

## Lista de canciones
| Edición Estándar |                                     |          |  |
| N.º              | Título                              | Duración |  |
| 1.               | «Dive In»                           | 4:52     |  |
| 2.               | «Texas Is Forever»                  | 3:39     |  |
| 3.               | «The Divine Zero»                   | 4:12     |  |
| 4.               | «Floral & Fading»                   | 3:29     |  |
| 5.               | «Phantom Power and Ludicrous Speed» | 3:50     |  |
| 6.               | «Circles»                           | 3:44     |  |
| 7.               | «Today I Saw the Whole World»       | 3:41     |  |
| 8.               | «Gold Medal Ribbon»                 | 3:58     |  |
| 9.               | «Bedless»                           | 4:44     |  |
| 10.              | «Sambuka»                           | 2:36     |  |
| 11.              | «Song for Isabelle»                 | 4:50     |  |
| 44:41            |                                     |          |  |

## Personal
Pierce The Veil
- Vic Fuentes - voz, guitarra rítmica, guitarra acústica, teclados
- Tony Perry - guitarra rítmica, guitarra acústica, coros
- Jaime Preciado - bajo, programación, coros
- Mike Fuentes - batería, percusión, coros

Producción
- Dan Korneff - Productor
- Ted Jensen - Masterización en Sterling Sound, NYC